# وليد مشوح
وليد محمد نجيب مُشَوِّح (1944- 2025 م) أديب وشاعر وناقد سوري. وكاتب صَحَفي، تولَّى رئاسة تحرير صحيفة الأسبوع الأدبي، ومجلة الموقف الأدبي. وهو عضو اتحاد الكتَّاب العرب، وعضو اتحاد الصَّحَفيين العرب.

## سيرته
وُلد وليد بن محمد نجيب مُشَوِّح في مدينة دير الزور، عام 1944. 
حصل على الإجازة (بكالوريوس) في اللغة العربية وآدابها من الجامعة المستنصرية في بغداد، ثم على شهادة (ماجستير) في الأدب الحديث، وعلى (دكتوراه) في الأدب العربي من جامعة دمشق. 
عمل صَحَفيًّا في العديد من الصُّحُف والمجلَّات السورية، فعُيِّن أمينَ تحرير صحيفة البعث، ثم تولَّى رئاسة تحرير صحيفة الأسبوع الأدبي، ورئاسة تحرير مجلة الموقف الأدبي. وعمل مديرًا لمكتب الوكالة العربية السورية للأنباء في بغداد.
وهو عضو في المجلس المركزي لاتحاد الكتَّاب العرب، وعضو في اتحاد الصَّحَفيين العرب، وعضو في جمعية الشعر.

## مؤلفاته

#### الشعر
1. الظلال الأربعة للوجه الواحد ـ شعر ـ دمشق 1971.
2. ملصقات على جدران العقل الباطن ـ شعر ـ دمشق 1980.
3. تمتمات إلى سيدة الحزن والفرح ـ شعر ـ دمشق 1982.
4. أعيش كما تشتهون أموت كما أشتهي ـ شعر ـ دمشق 1994.[4]

#### شعر الأطفال
1. أناشيد المجد ـ شعر ـ دمشق 1997.
2. فتية الشمس ـ شعر ـ أبو ظبي 2000.

#### الدراسات النقدية
1. الشاعر المضيّع أبو الفضل الوليد ـ دمشق ـ 1985.
2. دراسات في الشعر العربي الحديث دمشق 1986.
3. الصورة الشعرية عند عبد الله البردون ـ دمشق 1996 طبعة أولى.
4. الصورة الشعرية عند عبد الله البردون ـ الرياض 1999 طبعة ثانية.
5. الموت في الشعر العربي السوري المعاصر (1950 ـ 1990) دمشق 1999.[4]

#### التحقيق
- مؤانسة النُّدمان ومجالسة الإخوان، لعمر بن محمد الرازي (ت 728)، راجعه وقدَّم له محمد علي حمد الله، مركز زايد للدراسات التاريخية في أبو ظبي، 2004.

#### التحرير
- حضارة وادي الفرات (مدن فراتية، القسم السوري) مخطوطة لعبد القادر عيّاش، الطبعة الأولى 1992 ـ الطبعة الثانية 1998.

## جوائزه
- حاصل على جائزة شعر الأطفال من مؤسسة أنجال هزاع بن زايد آل نهيان في أبو ظبي ـ عن مجموعته الشعرية فتية الشمس عام 1999.
- حاصل على جائزة الإبداع في نقد الشعر ـ من مؤسسة يماني الثقافية الخيرية، باسم شاعر مكة محمد حسن الفقي عن كتابه النقدي الموت في الشعر العربي السوري المعاصر ـ القاهرة ـ عام 2000.

## وفاته
توفي وليد المشوِّح في دمشق، يوم السبت 17 المحرَّم 1447هـ الموافق 14 يوليو (تَمُّوز) 2025م، وشُيِّع جُثمانه من مستشفى المجتهد بدمشق، وصُلِّي عليه عقب صلاة عصر اليوم التالي 15 يوليو 2025م في جامع بلال بدوَّار البَيطرة، ودُفن في مقبرة نجها.

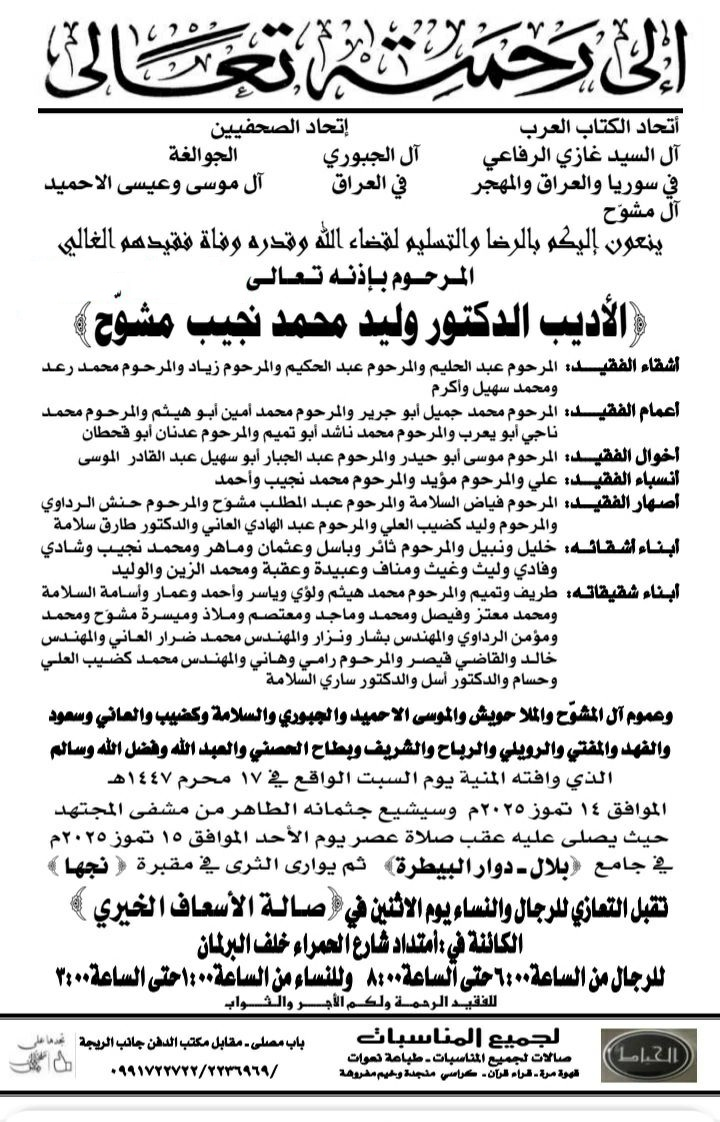

## وصلات خارجية
- وليد مشوح على موقع أرشيف الشارخ